# Petäjäsaari (ö i Finland, Mellersta Finland, Äänekoski)
Petäjäsaari är en ö i Finland. Den ligger i sjön Sumiainen och i kommunen Äänekoski i den ekonomiska regionen  Äänekoski ekonomiska region  och landskapet Mellersta Finland, i den centrala delen av landet, 280 km norr om huvudstaden Helsingfors. Öns area är 24,1 hektar och dess största längd är 1 kilometer i sydöst-nordvästlig riktning.